# Etióp labdarúgó-bajnokság (első osztály)
Az etióp labdarúgó-bajnokság első osztálya az etiópiai labdarúgás legmagasabb divíziója. 1944-ben alapították. 1993-ig, Eritrea függetlenségének kikiáltásáig az eritreai labdarúgó csapatok is az etióp bajnokságban szerepeltek, kilenc szezonban a végső győzelmet is megszerezve.

## A 2008-2009-es bajnokság csapatai
| Klub                   | Város        | Alapítva |
| ---------------------- | ------------ | -------- |
| Saint-George SA        | Addisz-Abeba |          |
| Defence Force          | Addisz-Abeba |          |
| Awassa City FC         | Awassa       | 1978     |
| Ethiopian Insurance    | Addisz-Abeba |          |
| Adama City FC          | Adama        |          |
| Ethiopian Coffee       | Addisz-Abeba | 1976     |
| Ethiopian Banks SC     | Addisz-Abeba |          |
| South Police           | Awassa       |          |
| Harrar Beer Botling FC | Harar        |          |
| Sebeta City            | Sebeta       |          |
| Dire Dawa City         | Dire Dawa    |          |
| Muger Cement           | Oromiya      |          |
| EEPCO                  | Addisz-Abeba | 1962     |
| Metehara Sugar         | Addis Ketema |          |
| Nyala SC               | Addisz-Abeba | 1968     |
| Trans Ethiopia         | Mekelle      |          |

## Bajnokcsapatok
| - 1944 : Brit Katonai Misszió-BMME (Addisz-Abeba) - 1948 : Key Baher (Addisz-Abeba) - 1949 : Army (Addisz-Abeba) - 1950 : Saint-George SA (Addisz-Abeba) - 1951 : Army (Addisz-Abeba) - 1952 : Army (Addisz-Abeba) - 1953 : Army (Addisz-Abeba) - 1954 : Army (Addisz-Abeba) - 1955 : Hamassien (Aszmara) - 1956 : Mechal (Addisz-Abeba) - 1957 : Hamassien (Aszmara) - 1958 : Akale Guzay (Eritrea) - 1959 : Tele SC (Aszmara) - 1960 : Cotton (Dire Dawa) - 1961 : Ethio-Cement (Dire Dawa) - 1962 : Cotton (Dire Dawa) - 1963 : Cotton (Dire Dawa) - 1964 : Ethio-Cement (Dire Dawa) - 1965 : Cotton (Dire Dawa) - 1966 : Saint-George SA (Addisz-Abeba) - 1967 : Saint-George SA (Addisz-Abeba) | - 1968 : Saint-George SA (Addisz-Abeba) - 1969 : Tele SC (Aszmara) - 1970 : Tele SC (Aszmara) - 1971 : Saint-George SA (Addisz-Abeba) - 1972 : Asmara (Aszmara) - 1973 : Asmara (Aszmara) - 1974 : Embassoyra (Eritrea) - 1975 : Saint-George SA (Addisz-Abeba) - 1976 : Mechal (Addisz-Abeba) - 1977 : Medr Babur (Dire Dawa) - 1978 : Ogaden Anbassa (Harar) - 1979 : Omedla (Addisz-Abeba) - 1980 : Tegl Fre (Addisz-Abeba) - 1981 : Ermejachen (Addisz-Abeba) - 1982 : Mechal (Addisz-Abeba) - 1983 : Cotton (Dire Dawa) - 1984 : Mechal (Addisz-Abeba) - 1985 : Brewery (Addisz-Abeba) - 1986 : Brewery (Addisz-Abeba) - 1987 : Saint-George SA (Addisz-Abeba) - 1988 : Mechal (Addisz-Abeba) | - 1989 : Mechal (Addisz-Abeba) - 1990 : Brewery (Addisz-Abeba) - 1991 : Saint-George SA (Addisz-Abeba) - 1992 : Saint-George SA (Addisz-Abeba) - 1993 : EEPCO (Addisz-Abeba) - 1994 : Saint-George SA (Addisz-Abeba) - 1995 : Saint-George SA (Addisz-Abeba) - 1996 : Saint-George SA (Addisz-Abeba) - 1997 : Ethio-Bunna (Addisz-Abeba) - 1998 : EEPCO (Addisz-Abeba) - 1999 : Saint-George SA (Addisz-Abeba) - 2000 : Saint-George SA (Addisz-Abeba) - 2001 : EEPCO (Addisz-Abeba) - 2002 : Saint-George SA (Addisz-Abeba) - 2003 : Saint-George SA (Addisz-Abeba) - 2004 : Awassa Kenema (Awassa) - 2005 : Saint-George SA (Addisz-Abeba) - 2006 : Saint-George SA (Addisz-Abeba) - 2007 : Awassa Kenema* (Awassa) - 2008 : Saint-George SA (Addisz-Abeba) - 2009 : Saint-George SA (Addisz-Abeba) |  |

* 2007 júniusában az akkori első osztály 12 csapata, köztük a fővárosi 7 együttes, bojkottálta a bajnokságot; az ország labdarúgó szövetsége kizárta őket és az első helyet az Awassa Kenema labdarúgó klubnak ítélte.

## Örökmérleg
| Klubcsapat                       | Aranyérmes |
| -------------------------------- | ---------- |
| Saint-George SA (+ Brewery)      | 27         |
| Mechal (+ Army)                  | 11         |
| Cotton FC                        | 5          |
| Asmara FC (+ Hamassien)          | 4          |
| EEPCO                            | 3          |
| Tele SC                          | 3          |
| Embassoyra (+ Akale Guzay)       | 2          |
| Ethio-Cement                     | 2          |
| Awassa City FC (+ Awassa Kenema) | 2          |
| Brit Katonai Misszió-BMME        | 1          |
| Ermejachen                       | 1          |
| Ethiopian Coffee (+ Ethio-Bunna) | 1          |
| Key Baher                        | 1          |
| Medr Babur                       | 1          |
| Ogaden Anbassa                   | 1          |
| Omedla                           | 1          |
| Tegl Fre                         | 1          |

## Gólkirály
| Szezon  |         | Gólkirály       | Csapat           | Találatok |
| 2007/08 | etiópia | Salhadin Seid   | Saint-George SA  | 21        |
| 2008/09 | etiópia | Tafesse Tesfaye | Ethiopian Coffee | 23        |

## Külső hivatkozások
- Statisztika az RSSSF honlapján
- africansoccerunion.com
- ethiosports.com